# Sciziunea iudaismului maghiar
| |  |  |
| Sinagogi din Budapesta: ortodoxă (str. Kazinczy), "status quo ante" (str. Rumbach) și neologă (str. Dohány) |  |  |

Sciziunea iudaismului maghiar (în ebraică:הקרע ביהדות הונגריה, în maghiară: Az ortodox–neológ szakadás,
în idiș: די טיילונג אין אונגארן ,Di Taylung in Ungarn) a fost procesul de sciziune din rândurile colectivității evreiești din Regatul Ungariei (atunci parte a Imperiului Austro-Ungar) între anii 1869-1871, în urma încercării nereușite de întemeiere a unei organizații reprezentative a tuturor evreilor, care să fie recunoscută ca atare de către autorități.
Congresul de întemeiere a noii organizații s-a întrunit în umbra disputei de ani de zile dintre evreii ortodocși tradiționaliști și cei neologi modernizatori, cunoscuți ca înnoitori sau reformiști. De teama hegemoniei rivalilor lor în noua organizație reprezentativă, ortodocșii au părăsit adunarea și au convins autoritățile Ungariei să recunoască oficial comitetul lor, care se pronunța
pentru separarea completă de cealaltă tabără religioasă. În afară de aceasta, a apărut încă o fracțiune, cea a comunităților „status quo ante”, care au refuzat să se alăture celor două tabere rivale, și au decis să rămână independente.În vreme ce unele comunități au aderat în întregime la una din cele doua tabere principale, în multe alte cazuri, evreii din aceeași localitate s-au divizat în două sau trei comunități diferite. Sciziunea dintre diversele tabere a devenit una din caracteristicile principale ale evreimii maghiarofone de la începutul anilor 1870 și până la catastrofa iudaismului maghiar în Holocaustul din anii celui de al doilea război mondial.
După 1918 cele trei tipuri de comunități evreiești au continuat să existe și în teritoriile din fostul Regat al Ungariei care au fost alipite la România, Regatul Sârbilor, Croaților și Slovenilor, Austria și Cehoslovacia.

### Semne premergătoare

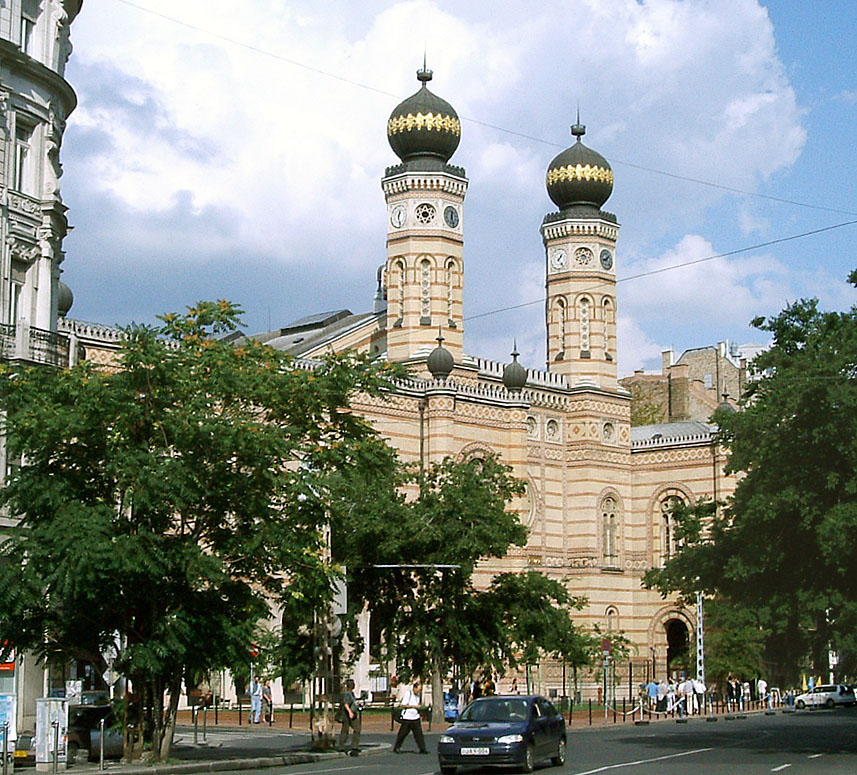
Sinagoga neologă de pe strada Dohány din Budapesta

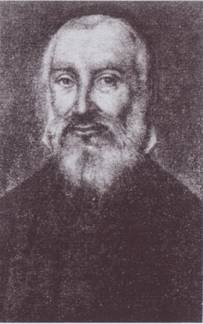
Rabinul Aaron Chorin din Arad

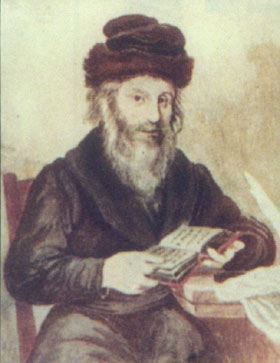
Rabinul Moshe Schreiber, cunoscut ca Hatam Sofer din Pressburg (Bratislava)

Schimbările care au zguduit structura societății evreiești tradiționale în provinciile ținând de
Domeniul habsburgic în urma cartei de toleranță a lui Iosif al II-lea și procesul de schimbări consecutive au ajuns și în Regatul Ungariei, care se afla și el sub dominație habsburgică, dar s-au desfășurat aici într-un ritm lent. Autonomia largă de care beneficia nobilimea l-a împiedicat pe împărat să-și pună aici în practică reformele în toate domeniile. Așa au fost frânate în acea perioadă în Ungaria și reformele sale privitoare la evrei. Speriat de amenințările de răzmeriță din 1790 Iosif al II-lea a fost nevoit, până la urmă, să anuleze aproape toate măsurile novatoare pe care le hotărâse.  
Caracterul rural al colectivității evreiești (doar 15% din evrei locuiau în comunități de peste 500 membri, restul erau risipiți în grupuri de câteva familii izolate) și starea de sărăcie generală a țării  au încetinit mult procesul de formare a unei burghezii citadine evreiești înstărite, precum aceea care a aderat la ideile  Haskalei și ale Reformei religioase iudaice din Prusia și alte regate și principate germane. 
Societatea maghiară rămânea divizată într-o stratificare socială rigidă și bazată pe privilegii de clasă, structură care împiedica în mod aproape inerent mobilitatea socială și fermentarea ideilor.
Împăratul a ordonat la vremea respectivă înființarea pentru evrei a unor școli elementare ("Normalschulen")  în limba germană, de felul celor ce au înflorit ca agent cultural de seamă în Boemia și Moravia, dar au trezit o rezistență acerbă în Galiția. Rabinii și conducătorii comunitari - parnassim - nu au obiectat fățiș, dar  ele și-au închis porțile îndată după moartea împăratului. Au continuat să funcționeze doar un număr restrâns, acolo unde s-au găsit sprijinitori  doritori de a le finanța, în ciuda anulării obligativității. Pe deasupra, conservatorismul structural al aristocrației maghiare, reticente și din motive naționale, a redus substanțial intervenția de sus a puterii austriece în ordinea comunitară, aceasta spre deosebire  de restul Europei centrale, unde autoritățile au impus evreilor și rabinilor lor introducerea învățământului liceal și superior, încurajarea agriculturii, înrolarea în armată și alte reforme menite să transforme pe membrii comunităților mozaice în supuși utili statului
Elita rabinică din Ungaria s-a orientat după modelul din Boemia și Moravia, unde s-a dezvoltat o formă moderată și tradițională a mișcării Haskala, care a ființat în armonie cu conducerea religioasă și în sânul acesteia. Totuși, în ciuda relațiilor în principiu normale, a început să se ivească o discrepanță între rabini mai liberali și cei mai conservatori din rândurile obștilor evreiești ale Regatului Ungariei, ceea ce a dus, în cele din urmă, la o schismă.
Un reprezentant eminent al primei tendințe, care încă se vedea profund implicat în spiritul tradițional, a fost rabinul Aharon Chorin al Aradului, care a chemat la un avânt de creativitate în interpretarea legii iudaice Halaha (codul de legi care orânduiește viața și cultul evreilor religioși), pentru a adapta iudaismul la condițiile schimbătoare, și care i-a cutremurat pe colegii săi teologi prin sentințele sale liberale și declarațiile sale publice în favoarea nevoii de schimbare. Chorin, care avusese o influență neînsemnată la el acasă, a sprijinit și pe vestitorii iudaismului reformat din Hamburg.  
Împotriva lui s-a ridicat Moshe Schreiber, cunoscut ca Hatam Sofer, conducător al ortodoxiei iudaice,  care s-a evidențiat ca un adversar neîmpăcat al oricarei încercări de a strecura inovații în normele religioase curente. În afară de locul de frunte pe care l-a ocupat ca un zid al conservatismului în rândurile evreilor de pe întreg continentul, Hatam Sofer era confruntat permanent cu lupta contra conducătorilor comunitari liberali din propriul său oraș, Pressburg (Bratislava). Conflictul din Pressburg era relativ local, și reflecta doar în mică măsură starea de lucruri din restul Ungariei. Între altele, Hatam Sofer era zguduit profund de știrile parvenite despre rapidele prefaceri ale vieții religioase din comunitatea sa natală, din Frankfurt pe Main și era hotărât să împiedice în fașă procese similare.
Hatam Sofer a învins în cele din urmă: adversarul său, bogătașul și adeptul radical al Haskalei, Zeev Breisach, a decedat în anul 1827. Din ieșiva lui Sofer din Pressburg, una din cele mai mari din istorie, și în care au învățat sute  de elevi, s-a ridicat o generație care i-a răspândit concepția pură și dură pe tot cuprinsul Ungariei. În vreme ce ieșivele ashkenazite (în acest caz, de inspirație germană) s-au închis una dupa alta, ucenicii lui Sofer au înființat o rețea de ieșive noi care au întărit modelul de rabinat comunitar puternic, după modelul mentorului lor. Iar societatea evreiască tradiționalistă, din Ungaria, în loc să bată în retragere, s-a fortificat ca niciunde.   
În 1818, în vremea scandalului în legătură cu Templul evreiesc din Hamburg, Hatam Sofer și-a exprimat în scris punctul de vedere, neascunzându-și părerea în legătură cu noii eretici ideologici care au apărut în rândurile evreilor și care au contestat autoritatea rabinilor:
Dacă am putea să-i judecăm, aș cere să fie izgoniți din rândurile noastre. Nu le-am da fiicele noastre de soție și nu ne-am alege dintre fiii lor soți pentru fiicele noastre... Și să fie obștea lor ca aceea a lui Tzadok, și ca acea a lui Anan și Shaul  
Acest apel al lui Sofer era pe plan teoretic, și nu practic, dar a avut răsunet pe parcursul anilor fiind reluat în când în când în diferite situații hotărâtoare. 
Istoricul religiei și sociologul israelian, originar din Ungaria, Yaakov Katz, a semnalat că confruntarea dintre modernizatori și tradiționaliști între evreii din Ungaria s-a aprins încă de la începutul secolului al XIX-lea, înainte de ivirea condițiilor sociale prielnice reformelor, și aceasta datorită personalității puternice a celor doi rabini menționați. Iar când situația evreilor din Regatul maghiar s-a ameliorat din punct de vedere economic și al condiției sociale, acest conflict „s-a ascuțit într-o măsură fără precedent”.     

### Iudaismul neolog
În anii 1820 a început în Ungaria perioada cunoscută ca Anii de reformă, care s-a însoțit de trezirea sentimentelor naționale și de tentative de modernizare. Măsuri discriminatoare față de evrei au fost treptat înlăturate, și ei au început să se integreze în viața economică, să emigreze de la sat la oraș, și să devină părtași activi la societatea care îi înconjura.  Unii din ei s-au lăsat atrași de mișcarea națională maghiară, care începuse să ia avânt. „Procesul de modernizare”, scrie Jacob Katz, „și schimbările sociale și economice pe care le-a adus, era legat și de libertatea acordată omului ca individ de a-și alege după bunul plac modul în care își practică sau nu religia.”   
În deceniile următoare, dorința de a se integra a devenit principalul motor al mișcării pentru promovarea schimbărilor în cultul religios. Exista o clară concordanță între aderarea evreilor la cluburile naționale maghiare (vezi Nemzeti Casino și îmbrățișarea reformelor în cult.
În anul 1827 a luat ființă la Pesta primul minyan din Ungaria, desfășurat după stilul vienez „Nusah Vina” (ritul vienez). El a devenit sinagogă de sine stătătoare în anul 1830. De acolo reforma cultului iudaic s-a răspândit în alte orașe. Michael Silber scrie că Nusah Vina, reforma în versiunea vieneză, - care preconiza schimbări precum rostirea predicilor în limba locală, introducerea corului la serviciul divin. ținerea nunților în interiorul sinagogii, postarea podiumului de citire a Torei  - „bamá”- imediat în fața altarului, - este cea care a cântărit cel mai mult  în făurirea ritului numit ulterior neolog. Influența celei a doua generații de reformiști evrei din Germania, ca de pildă rabinul reformat Abraham Geiger, a fost cu totul marginală în Ungaria. 
În anii revoluției din 1848 împotriva dominației habsburgice au apărut în câteva localități grupări de evrei care militau pentru reforma radicală: În centrul acestei mișcări stătea Asociația reformată din Pesta sub conducerea rabinului Itzhak Einhorn  (Horn Ede), care era inspirat de cărțile rabinului Samuel Holdheim. Reformiștii radicali au activat cu și mai mare elan după apelul Adunării Naționale a revoluționarilor maghiari către evrei, care le cerea acestora să înlăture toate barierele dintre ei și restul societății. Aceasta, se afirma în apel, le va putea aduce emanciparea la care ei tânjesc.

Tabloul participantilor la Congresul din 1868 al iudaismului din Ungaria

Discrepanțele dintre evrei s-au ascuțit în întreaga țară la scurtă vreme după ce austriecii au reprimat Revoluția din 1849-1849.În 1850 autoritățile austriece au cerut comunităților evreiești să propună sisteme de organizare oficială a cultului și a învățământului. Rabinul Meir Eisenstaedter, unul din fruntașii evreimii ortodoxe, sperase că reprimarea revoluției va readuce țara la situația dinaintea Anilor de reformă. El a cerut ca puterea să sprijine autoritatea rabinilor tradiționali în combaterea factorilor "eretici" din comunitățile lor, cum a fost în vremea lui Hatam Sofer, și să lase învățământul evreiesc în mâini particulare, în cadrul tradițional de Talmud Tora.
Administrația austriacă a privit cu ostilitate pe reformiștii radicali ai iudaismului, dar a refuzat să dea sprijin rabinilor ortodocși. În cele din urmă, la finele lui septembrie 1851 a fost convocată o comisie sub președinția rabinului Leopold Loew, unul din conducătorii modernizatorilor, cu scopul de a redacta un regulament amănunțit al comunităților evreiești.
Yaakov Katz a văzut în lucrările acestei comisii și în culegerea de reguli pe care le-a stabilit aceasta, o mărturie importantă a „cristalizării curentului neolog”.
Denumirea „neolog” dată acestui curent a fost mai târzie. Ea s-a încetățenit în rândurile ortodocșilor în vremea Congresului din 1868 al iudaismului din Ungaria.
Regulamentul redactat sprijinea  extinderea aplicării în toate comunitățile evreiești a schimbărilor estetice din cultul iudaic ce se efectuaseră în orașe precum Pesta,înființarea unui seminar rabinic, instituție în care reformatorii vedeau un instrument însemnat pentru formarea unei generații noi de conducători spirituali evrei în spiritul luminat al mișcării Haskala, și nu în cel al culturii tradiționale de ieșivă.

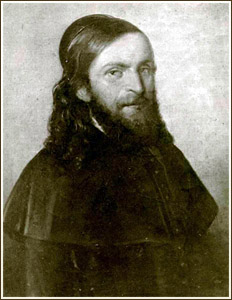
Rabinul Lipót Lőw

În acelaș timp noul curent neolog "s-a opus atingerii legilor fundamentale ale legislației religioase evreiești Halaha, inclusiv în materie de cod civil, de interdicții și permisiuni, și cu atât mai mult, în domeniul calendarul evreiesc, al sâmbetelor și sărbătorilor". O caracteristică suplimentară era „renunțarea de a mai impune respectarea poruncilor religioase - nici prin forța autorităților statului și nici prin exercitarea de presiuni sociale” . Unul din membrii comisiei, rabinul Loeb Schwab, dintre principalii ideologi ai neologilor, a vorbit despre diferența dintre cei care încalcă poruncile „din pricina ispitei”  și „cei care o fac pe deplin conștienți și cu voință declarată sus și tare”, pentru a explica de ce a cerut excomunicarea rabinului Itzhak Einhorn din Pesta și a adepților acestuia, dar nu a acționat cu acelaș zel contra celor care încalcă sâmbata în comunitatea sa . Comisia a definit Asociația reformată din Pesta drept „sectă, la fel ca și hasidismul” și a cerut închiderea ei..
Autoritățile au consimțit și au dizolvat-o în anul 1852. Membrii ei au fost cooptați în comunitatea lui Schwab.Conflictul cu evreii ortodocși în jurul regulamentului a provocat numeroase confruntări pe tot cuprinsul Ungariei,mai ales în legătură cu introducerea de schimbări estetice. In acest caz, însă, autoritățile s-au ferit de a se amesteca.
Sinagogile neologe, multe din ele mari și fastuoase, și pe care ortodocșii le priveau cu dispreț, numindu-le „temple reformate”, după denumirea germană „Tempel”  folosită adesea în restul Europei centrale, se distingeau de cele ortodoxe, atât în interior cât și pe din afară. Înăuntru, fusese mutat locul podiumului unde se citea Tora, Bima, dinspre mijlocul sălii de rugăciune, imediat în fața altarului. Sinagoga a fost prevăzută cu locuri destinate orgii și corului, după modelul bisericilor creștine. Slujitorii de cult au început să îmbrace veștminte oficiale, tot asemănător cu clerul populației majoritare. Arhitectura și decorațiile clădirilor erau de obicei, în stilul „neo-maur” , cunoscut uneori ca „al Renașterii Maure”, uneori cu turnulețe, care multă vreme nu au fost acceptate de publicul sinagogilor ortodoxe tradiționale.

### Reacția ortodoxă
Administrația austriacă a continuat politica de modernizare și asimilare culturală, inclusiv de impunere a aculturației în rândurile minorității evreiești din Ungaria și zonele limitrofe. Un pas semnificativ în această direcție a reprezentat ordinul din 1850 de înființare în cadrul comunităților evreiești a unor școli în limba germană, limba oficială a Imperiului Austriei.
Influența autorităților nu s-a exercitat însă în mod uniform pe cuprinsul  Ungariei: în nord estul regatului maghiar, în zona de așezare pe care evreii o numeau în idiș Unterland (Interland) sau în ebraică Galil tahton,în estul Slovaciei, estul Transcarpației, Maramureș, nordul Transilvaniei, regiuni mai sărace și izolate, reformele aproape că nu s-au făcut simțite. Locuitorii evrei din Unterland, veniți în mare parte din Galiția, și care și au păstrat specificul tradiționalist, au putut cu ușurință să se eschiveze de a-și trimite copiii la puținele școli care s-au deschis, și astfel, pentru ei, învățământul a continuat să se desfășoare neschimbat în cadrul claselor școlare religioase învechite numite Talmud Tora. Din rândul evreilor din Unterland, influențați în mare măsură de mișcarea hasidică, s-au recrutat mai târziu cei mai fanatici dintre rabinii ortodocși tradiționaliști. În restul Ungariei,și mai ales în Oiberland sau Galil Elion, care cuprindea centrul și vestul Slovaciei, Burgenland, o mare parte din regiunea Ung din Transcarpatia, evreii, majoritatea lor originari din Moravia și Austria, erau tot ortodocși, dar mai instruiți și moderați.
Este de precizat ca zonele Oiberland și Unterland, din istoriografia tradițională evreiască, nu sunt de loc identice cu noțiunile cunoscute ca Oberland, Oberungarn  (Felvidék) și Unterland, Unterungarn din geografia istorică maghiară. Ele se referă la zonele de așezare evreiască.
În 1860  împăratul Franz Josef I le-a restituit maghiarilor o parte din drepturi. Școlile evreilor au început și ele să treacă la limba de predare maghiară, potrivit cu politica de aculturație și asimilare (de data aceasta - maghiarizare) adoptată acum și de clasele conducătoare  maghiare.
Discipolii și urmașii ideologici ai lui Hatam Sofer nu erau la înălțimea dascălului lor, și după moartea sa în 1839 s-a produs un anumit vid în conducerea evreilor ortodocși. În aceste împrejurari se explica primirea accelerată și influența tot mai mare de care a beneficiat un tânăr rabin pe nume Azriel Hildesheimer, care din 1851 slujea în comunitatea din Eisenstadt și care adusese din Germania ideologia neo-ortodoxă „Tora im derekh eretz”  (Torá cu calea țării).
În fața rapidelor schimbări politice, sociale și culturale, observa Michael Silber, el părea singurul care poseda un răspuns coerent. Deși majoritatea rabinilor ortodocși nu-i împărtășeau entuziasmul pentru învățământul materiilor generale, ei au început să înțeleagă nevoia de adaptare la împrejurările modificate. Trecerea de la idiș la germană ca limba vorbită curent de evreii din Oberland era un fapt împlinit; majoritatea lor nu mai vedea vreun folos în încercarea de a se împotrivi noului învățământ public generalizat. Cu toate deosebirile în concepția fundamentală dintre Hildesheimer și elevii lui Hatam Sofer, care priveau concesiile în privința modernizării învățământului doar ca o necesitate impusă de împrejurări, aceștia din urmă au ales calea colaborării cu rabinul din Eisenstadt.. 

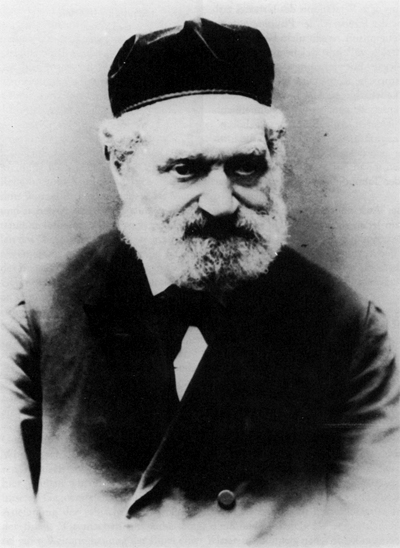
Rabinul Azriel Hildesheimer, unul din fondatorii neo-ortodoxiei iudaice

Neologii, în schimb, vedeau în rabinul Hildesheimer o amenințare. Leopold Loew nu înceta nici o clipă să-l atace în ziarul său „Ben Hananya”. Confruntarea decisivă dintre cei doi s-a produs în 1863, după ce istoricul Heinrich Graetz a publicat un articol în care a pus la îndoială concepția mesianică tradițională. Hildesheimer a profitat de ocazie pentru a crea o nouă limită clară de separație între pozițiile reformiste ale școlii istorice-pozitive (promovate de Seminarul din Breslau al lui Zacharia Frenkel, Heinrich Graetz ș.a) și cele ale neo-ortodoxiei, și a recrutat semnăturile a sute de rabini pe o scrisoare de protest împotriva lui Graetz. Rabinii neologi și-au afirmat sprijinul pentru Graetz si l-au atacat pe Hildesheimer.
Aceasta stare de lucruri a luat sfârșit la mijlocul anilor 1860. Pe de o parte, s-a întărit poziția ucenicilor lui Hatam Sofer care au început să ocupe oficii rabinice însemnate. Pe de altă parte, s-a ivit în rândurile taberei ortodoxe o fracțiune extremistă nouă, ai cărei rabini,deși proveniți din Oberland, câștigaseră adepți și o baza ideologică însemnată în rândurile hasidimilor din partea de nord-est a țării. Conducătorul acestor ultraortodocși extremiști era rabinul Hillel Lichtenstein, secondat de rabinul Josef Schlesinger, discipol și ginere al lui Hatam Sofer. Ei se considerau continuatori ai căii lui Hatam Sofer, predicau respingerea fără drept de apel a modernizării și condamnau cu asprime nu numai  pe neologi, de care voiau să fie despărțiți cu totul, dar și pe ortodocșii care se lăsaseră câștigati de linia lui Hildesheimer. Lichtenstein a denunțat trecerea realizată de numeroase sinagogi ortodoxe, inclusiv de comunitatea din Pressburg de sub conducerea lui Avraham Shmuel Binyamin Sofer, la ținerea de predici în limba germană.
În anii 1864 și 1865 tabăra evreilor ortodocși din Ungaria a cunoscut o dezbinare evidentă: în tabăra extremistă, condusă de Hillel Lichtenstein și tabăra centrală, care îi număra pe cei mai importanți rabini ai țării, ca de pildă, rabinii Moshe Schick și Avraham Schag-Zwebner. În 1864, ca urmare a unei noi încercări a neologilor de a întemeia un seminar rabinic, Hildesheimer a propus sprijinirea acestei inițiative, cu condiția ca noua instituție să fie condusă de pe poziții ortodoxe.
Această luare de poziție i-a izolat pe adepții săi de restul rabinilor ortodocși, care și-au exprimat opoziția față de crearea unui seminar rabinic.

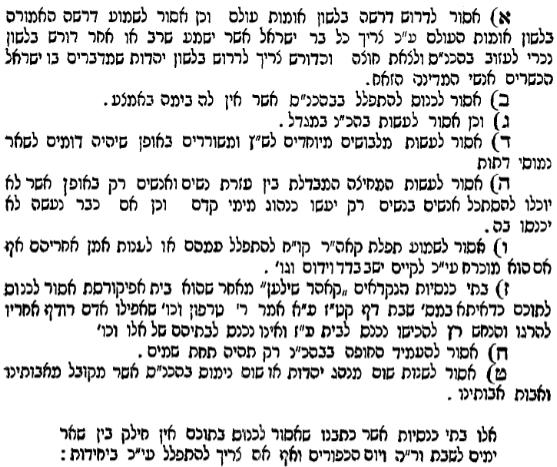
Cele nouă clauze ale deciziei de la Michalovce din 1865, tipărite la Lvov (Lemberg) în anul 1868, în ebraică în alfabetul Rashi

La 27 noiembrie 1865  Hillel Lichtenstein a convocat în orașul Michalovce (în idiș Michalovitz, în maghiară Nagymihály) o adunare rabinică care a publicat a doua zi o sentință semnată de 70 de rabini, și care cuprindea, în mare, următoarele puncte:
- sunt interzise predicile în limbile „popoarelor lumii” și ascultarea lor
- se interzice credincioșilor a se ruga în sinagogi care nu au „bimá” în mijlocul sălii de rugăciune
- nu se vor construi sinagogi cu turnuri, așa cum au bisericile creștine și „templele” reformiștilor
- se interzice purtarea de către slujitorii de cult, inclusiv rabinii și cantorii, a unor uniforme speciale, așa cum poartă clerul creștin
- paravanele despărțitoare ale locului destinat femeilor în sinagogă - Ezrat nashim - trebuie să aibă zăbrele care să nu permită vederea femeilor de către publicul bărbaților care se roagă
- se interzice folosirea corului în serviciul divin și ascultarea unui asemenea cor
- se interzice intrarea în sinagogile reformiștilor, numite „temple corale” sau „Chorschul” , care sunt declarate „case ale necredinței” - Batei Apikorsut
- se interzice ținerea de ceremoniilor de căsătorie în interiorul sinagogilor, ele trebuind să se desfășoare numai sub cerul liber
- se interzice schimbarea obiceiurilor - tikunim - în ce privește practicarea cultului și orânduielile sinagogilor

Ar fi o greșeală să se creadă, însă, că această sentință ar fi fost îndreptată în primul rând contra reformiștilor. De fapt, o parte din paragrafe erau o referință aluzivă la schimbările aplicate deja în comunitatea ortodoxă din Pressburg. 
Rabinii curentului central au respins atât inițiativa întemeierii seminarului rabinic, cât și sentințele de la Michalovce. 
  Cu toate acestea, ei s-au abținut de a ieși în public împotriva deciziei de la Michalovce. Cercetătorul Nethanel Katzburg a făcut o comparație între conducerea foarte militantă a lui Hillel Lichtenstein și tabăra rabinică nehasidică, care nu-și avea ideologia bine cristalizată și consecventă, și a remarcat că modul de adoptare a sentinței de la Michalovce indica locul dominant pe care concepția fanatică a început să-l ocupe în rândurile evreilor ortodocși. În virtutea acestei concepții, „cine schimbă un obicei și o tradiție, va avea parte de aceeași pedeapsă ca și cel ce încalcă principiile Torei”, și de aceea este de datoria credincioșilor să se despartă de acela. În acest fel se fixase deja principiul izolării și al scindării.

## Congresul evreilor din Ungaria la Budapesta în 1868-1869

### Inițiativa creării unei organizații centrale a comunităților evreiești
Ideea convocării unei adunări evreiești pe țară care să reprezinte pe evreii din Ungaria în fața autorităților cezaro-crăiești
a fost evocată în cadrul comunității din Pesta încă din 1860, dar mai multe apeluri lansate cu acest scop au rămas fără ecou.
. 
Odată cu recunoașterea în 1867 de către Austria a dreptului Ungariei la suveranitate și constituirea  statului dualist Austro-Ungaria situația s-a schimbat. 
Autoritățile maghiare care au preluat puterea au evitat separarea religiei de stat. Înregistrarea căsătoriilor și nașterilor, precum și alte atribuții, au rămas în mâinile instituțiilor religioase ale diverselor credințe, iar cetățenii au fost obligați să și confirme oficial apartenența la una dintre ele. Cu toate acestea, guvernul a promovat egalitatea în drepturi a religiilor recunoscute oficial, atât pentru a contracara ponderea superioară prin tradiție a Bisericii Romano-Catolice, aliata de veacuri a Casei de Habsburg, cât și ca un mijloc de încurajare a identității naționale maghiare unificatoare pe socoteala unei reduceri în însemnătate a diferențelor de identitate religioasă. În acest spirit, el a sprijinit emanciparea completă a evreilor. Noul ministru al cultelor, József Eötvös, era liberal, dar se împotrivea laicizării. În schimb el sprijinea linia politică după care fiecare din cultele religioase trebuia să convoace sinoduri sau adunări pe țară și să se organizeze în instituții care să răspundă de supravegherea vieții religioase a comunităților lor.
La 25 februarie 1867 Eötvös a primit o delegație de conducători ai evreilor din Pesta, în frunte cu președintele comunității, Ignácz Hirschler. În cursul audienței ei au discutat chestiunea constituirii unei organizații comunitare a evreilor după obținerea apropiată a emancipării. S-a convenit ca fruntașii comunității din Pesta să înainteze ministrului un document de poziție. În aprilie aceștia au arătat în documentul pe care l-au înaintat  ministrului, că lipsa de reguli clare și disputele în cadrul comunităților au dus la adoptarea unor soluții în mod arbitrar, între altele, prin recurgerea la ajutorul autorităților. Ei au propus ministrului sa convoace un congres pe țară al reprezentanților evreilor care să stabilească o ordine liber consimțită.
La 14 aprilie, după ce documentul a fost predat ministrului Eötvös, 63 comunități, inclusiv unele cu o majoritate tradiționalistă, au semnat că sunt de acord cu această inițiativă.
Tabăra ortodoxă conservatoare s-a grăbit să acuze pe fruntașii Congregației reformiste din Pesta că au acționat în mod nelegitim . Chiar și ortodocși moderați, între care Hildesheimer, au identificat în congresul plănuit o uneltire menită să-i pună în stare de subordonare. Deja la sfârșitul lui aprilie activiștii ortodocși  din capitală au pus la punct un contra-memorand în care și-au exprimat temerea că la congresul planificat „neologii” vor fi cei care vor decide lucrurile. Ei nu au respins cu totul ideea convocării congresului, dar au pus condiția ca componența acestuia să fie decisă de o comisie din care să facă parte în număr egal reprezentanți ai tradiționaliștilor și ai modernizatorilor.. Contra-memorandul ortodocșilor a fost semnat de 124 conduceri de comunități, el fiind înaintat ministrului la începutul lunii septembrie.
Din organizația evreilor tradiționaliști din Pesta a luat ființă asociația „Shomrey Dat” (în pronunția așkenază Shomrey Das) (Păzitorii religiei), care la 14 septembrie a supus ministrului Eőtvös spre aprobare o carte de regulamente. El a aprobat-o abia la 18 martie 1868. Organizația, sub conducerea poetului și juristului Albert (Abraham) Farkas, a lui Markus (Meir) Trebitsch și a lui Nathan Abeles, a primit sprijinul rabinilor Avraham Shmuel Binyamin Sofer, Yirmiyahu Loew și Menahem Eisenstaedter. „Shomrei Das” au stat în fruntea luptei taberei conservatoare  Majoritatea membrilor asociației erau neo-ortodocși și se identificau cu pozițiile rabinului Hildesheimer. De aceea rabinul ultraortodox Josef Schlesinger îi poreclise „Shomdey  Dat” (Shomdey Das), adică „Trădători ai religiei”.
La 25 noiembrie 1867 a fost înaintată în parlamentul maghiar legea pentru egalitatea în drepturi a evreilor din regat și ea a fost adoptată după scurtă vreme. La 28 decembrie 1867 emanciparea evreilor din Ungaria a devenit oficială..

### Pregătirile pentru Congres

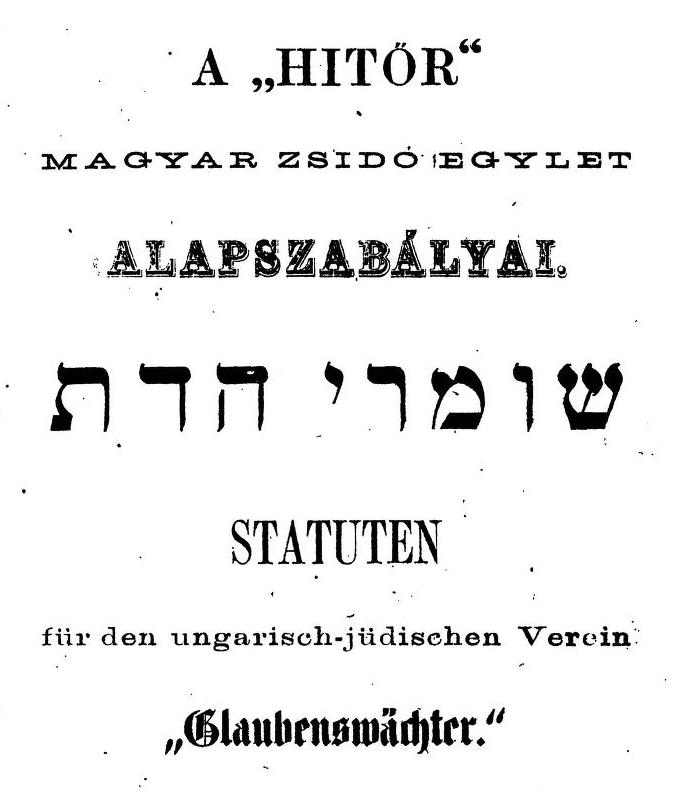
Coperta regulamentului Asociaţiei evreilor ortodocşi „Shomrey Hadat”

Eötvös a consimțit cu ideea conferinței pe țară. El a invitat 36 delegați evrei să participe la dezbaterile preliminare destinate să stabilească reuglamentele congresului. Ele s-au desfășurat între 7 februarie și 1 martie 1868 . Lista paticipanților la dezbateri fusese stabilită de către Hirschler, cuprinzând și 7 tradiționaliști conduși de Simon Zsigmond Krausz. În cursul discuțiilor, Krausz a propus lui Eötvös să recunoască oficial două curente separate ale iudaismului în Ungaria și să acorde fiecăruia independența completă în conducerea comunităților din fiecare localitate, fără să impună o conducere pe țară. Eötvös i-a atras atenția că legea recunoaște o „singură religie israelită”.La votul care a avut loc la sfârșitul discuțiilor au fost adoptate deciziile majorității progresiste. Între altele s-a luat hotărârea ca toți evreii adulți să poată lua parte la alegerile pentru congres, în schimb, slujbașii comunităților nu vor avea dreptul de a fi aleși. Shomrey Das au protestat contra acestei prevederi, deoarece ea ar împiedica participarea rabinilor ca delegați la congres.
Istoricul William McCagg a remarcat că, deși reformiștii nu voiau să fie atrași în polemici pe subiecte religioase, atitudinea lor a fost interpretată de tradiționaliști ca o încercare de a-i domina. Majoritatea rabinilor tradiționaliști s-a împăcat în cele din urmă cu ideea neparticipării la congres, deoarece au preferat să nu vină acolo personal. Tocmai cei moderați în frunte cu Azriel Hildesheimer au fost cei care au protestat. În septembrie Eötvös a decis să anuleze această interdicție a candidării rabinilor pentru congres. Organizatorii congresului, care se identificau cu curentul neolog, au declarat în repetate rânduri că nu intenționează să dezbată asupra polemicilor religioase dintre tabere, congresul având drept obiectiv subiecte strict organizaționale.
Poziția extremistă a lui Krausz, (care era, altfel, cunoscut ca un om destul de instruit și sociabil), în favoarea separării ortodocșilor de neologi, era o urmare a influenței ideilor rabinului Samson Raphael Hirsch, care lupta în acele vremuri pentru asigurarea independenței comunității sale neo-ortodoxe din Frankfurt am Main, în raport cu majoritatea reformistă a evreilor din oraș. 
Krausz susținea ideologia lui Hirsch, care apăra pe de o parte o modernizare limitată a comunităților evreiești, dar pe de altă parte promova despărțirea fără drept de apel de comunitățile reformiștilor mai radicali.  Evreii din obștea „Shomrey Dat” au apelat la ajutorul său. În iunie 1868 Hirsch l-a înlocuit pe Albert Farkas la conducerea redacției buletinului obștei. Deîndată cu intrarea sa în funcție, Hirsch a schimbat motto-ul revistei, cu unul nou: "Wenn Überzeugungen auseinander weichen, muss die Scheidung den Streit ausgleichen." („Când concepțiile se deosebesc una de alta, cearta trebuie rezolvată prin despărțire”)   Asa cum avea să arate mai târziu Yaakov Katz, pretenția la schismă totală care s-a cristalizat în Ungaria, a depășit cu mult ideile lui S.R.Hirsch, care dorea să-și asigure, înainte de toate, independența comunității sale,.
Tradiționaliștii au avut în acelaș timp și disputele lor interne.
În cursul campaniei electorale din preajma alegerilor pentru congres, ce fuseseră stabilite pentru 18 noiembrie, adepții asociației Shomrey Dat au depus eforturi disperate pentru a atrage numerosul public hasidic din nord-estul țării. Ei au fost nevoiți să traducă materialul lor propagandistic din germană în idiș pentru uzul evreilor din „Unterland”. Aceste  eforturi erau oarecum umbrite de faptul că unul din cei mai prominenți rabini ultraortodocși pe care îi câștigaseră de partea lor, Irmiyahu Löw din Ujhely, era un mitnagged, din cei mai înverșunați adversari ai hasidismului.
Conducătorul hasid, "admor"ul Tzvi Hirsch Friedmann din Olaszliszka, a cerut în schimb ca populația pe care o conducea să fie și ea reprezentată în conducerea evreimii ortodoxe. De asemenea Friedman și-a exprimat dorința ca toți evreii ortodocși să se opună legii învățământului obligatoriu din 23 iunie 1868 și să ceară menținerea învățământului tradițional de heder ca unică formă de învățământ pentru copiii evrei, așa cum se practica mai ales în „Unterland” .Ori Legea învățământului prevedea că orice copil din țară sa fie obligat să învețe 6 ani într-o școală publică. Majoritatea ortodocșilor considera cererile rabinului Friedman ca fiind nerealiste.
Între timp, pentru a face pe placul radicalilor, Shomrei Das au formulat o condamnare a noii sinagogi clădite la Košice, care nu respecta îngrădirile sentinței de la Michalovce.Când Hildesheimer i-a trimis lui Krausz o scrisoare de protest, acesta i-a replicat că, deși el personal este de acord cu poziția acestuia, și crede și el că un seminar rabinic ar trebui să ia loc ieșivelor învechite, iar răspândirea hasidismului este la fel de periculoasă ca și neologia, totuși ortodocșii trebuie să prezinte un front unit.
La 30 august 1868 Abraham Schag-Zwabner, unul din cei mai vârstnici și mai venerați rabini din Ungaria, a pus în circulație o epistolă în care cerea convocarea unei adunări rabinice pentru a contracara pericolul Congresului. El a subliniat cu supărare că Shomrey Hadat nu sunt acceptați de toți ca reprezentanți ai iudaismului tradiționalist. Aceștia din urmă s-au repliat.
La 19 noiembrie au avut loc alegerile pentru Congres; la 24 noiembrie circa 200 rabini ortodocși  s-au reunit la Pesta, fiind însoțiți de numeroși activiști. Ca președinte al adunarii a fost ales Benjamin Sofer. Adunarea a fost scurtă și furtunoasă, luând sfârșit la 3 decembrie.Hildesheimer a încercat din nou să promoveze ideea seminarului rabinic. Când propunerea sa a fost respinsă, fără să fi putut să o prezinte în condiții adecvate, el și câțiva din partizanii săi au părăsit adunarea în semn de protest. O altă criză a izbucnit în urma insistenței rabinului Friedmann de a se împotrivi învățământului laic. In cele din urmă, adunarea a decis să instituie o „educație simultană”, prin trimiterea copiilor și la școlile maghiare, iar în ore mai târzii la „Hadarim” particulare, mai degrabă decât să sprijine înființarea de școli moderne publice evreiești. Unii, mai conservatori, se pronunțaseră chiar și pentru școli moderne evreiești, preferând ca profesorii să fie mai degrabă  creștini decât neologi sau luminați, care ar putea să-i îndepărteze pe elevi de la tradiția ortodoxă.  
În cursul adunării au sosit și rezultatele alegerilor pentru Congres. Din cei 220 delegați, doar 94 din ei se considerau conservatori, iar 80 de-a dreptul ortodocși.
Cum pe Hildesheimer nu se putea conta,ortodocșii au apreciat că s-a pierdut orice speranță pentru obținerea unei majorități ortodoxe. În ciuda temerii de a se găsi în antagonism cu autoritățile, ei au hotărât să trimită guvernului o declarație arătând că nu vor accepta hotărârile Congresului decât dacă vor fi conform legilor religiei așa cum sunt interpretate de rabinii lor. Cel care a avut ultimul cuvânt în adoptarea acestei politici a fost rabinul Moshe Schick din Hust, cu toate că nu deținea o poziție oficială. Din acel moment el a devenit liderul de facto al iudaismului ortodox și a colaborat îndeaproape cu Simon Zsigmond Kraus.

## Plenara Congresului

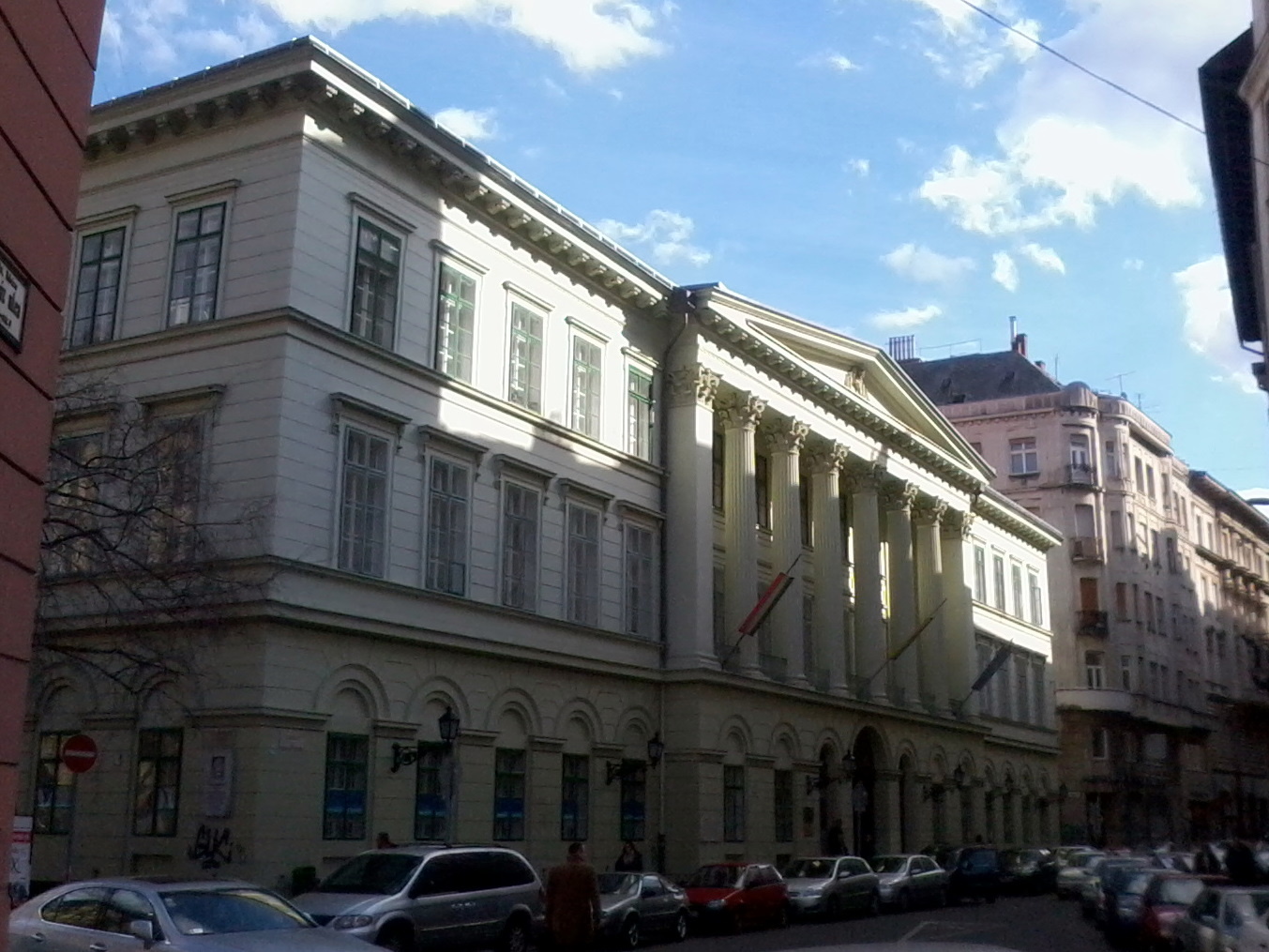
Clădirea guvernământului Comitatului Pesta, pe strada Városháza din Pesta, care a găzduit Congresul evreilor din Ungaria în 1868

Prima întrunire a Congresului evreilor din Ungaria a avut loc la 10 decembrie1868 în sala sediului guvernământului Comitatului Pesta, deși deschiderea oficială s-a ținut în 14 decembrie. Hirschler, conducătorul moderniștilor, care a fost ,la scurt timp după aceea, ales președinte al Congresului, a reunit de îndată pe toți delegații care îi susțineau platforma și a creat o fracțiune progresistă de 122 reprezentanți. Hildesheimer a scris în memoriile sale că el era convins că 30-40 dintre aceștia susțineau  o agendă ortodoxă moderată. Fracțiunea ortodoxă, care cuprindea 98 delegați, l-a ales în fruntea ei pe Jeremias Löw . Obiectivele  imediate ale Congresului erau  stabilirea structurii unei organizații naționale a evreilor din Ungaria, luarea de decizii asupra modului de aplicare a noii legi a învățământului obligatoriu în comunitățile evreiești și asupra altor subiecte admninistrative. Tabăra conservatoare a adoptat pentru început o linie mai moderată, temându-se ca Eötvös va aplica regulamentele. Dar ea a abandonat curând această atitudine și a căutat, în repetate rânduri, să ducă dezbaterile la impas, prin diverse mijloace:de exemplu, prin formularea pretenției ca toți rabinii din Ungaria să semneze un act de aprobare a lucrărilor congresului, ceea ce ar fi necesitat o tărăgănare de câteva luni. Hirschler a respins aceste tentative.
La 3 februarie 1869 tabăra ortodoxă a emis un ultimatum semnat de 88 delegați, cerând ca adunarea să declare că toate hotărârile ei se vor baza pe Tora și Talmud, așa cum sunt interpretate în codul Shulhan Arukh. Yaacov Katz considera ca această cerință urma să dovedească faptul că deciziile Congresului încalcă libertatea religioasă a evreilor ortodocși și să le dea un motiv pentru a părăsi adunarea. Hirschler a refuzat să pună această chestiune la vot, susținând că este un subiect religios și care nu este de competența Congresului. Rabinul Jacob Steinhardt din Arad, unul din conducătorii neologilor, a ținut un discurs în care a atacat vehement poziția ortodocșilor. El a susținut că ei sunt cei care se abat de la Shulhan Arukh prin născocirea de noi interdicții (Humra) și i-a denunțat ca „bigoți aberanți” („hassidim shotim”). La 5 februarie delegatul progresist Leo Holländer  a lansat încă o tiradă contra tradiționaliștilor, întrebând retoric dacă „rabinii nu sunt suficient de înțelepți ca să acționeze și fără a maimuțări metode importate din țara lui Bismarck”, aluzie la sprijinul ce îl primiseră de la rabinul Samson Raphael Hirsch.
48 de delegați au hotărât să părăsească Congresul definitiv, spunând ca au simțit acuzația de implicare într-un amestec din străinătate și de lipsă de patriotism ca pe un mare afront.. La 16 februarie, ortodocșii au trimis lui Eötvös o scrisoare de protest, în care și-au exprimat credința că împăratul Franz Josef, care era din 1867 și regele Ungariei, precum și Parlamentul, nu vor aproba deciziile Congresului în aceste împrejurări. Aceasta era prima menționare  aposibilității unui apel la cercurile conducătoare cele mai înalte, deasupra ministrului.
Hildesheimer și restul delegaților ortodocși au rămas la dezbateri. Ei și-au exprimat sprijinul pentru învățământul simultan, poziție pe care au argumentat-o prin patriotism și dorința de integrare. Aceasta le-a adus ulterior mai multă simpatie în rândurile opiniei publice. Ei s-au ferit, de asemenea, să polemizeze în jurul chestiunii seminarului rabinic, afirmând că aceasta, este, de asemenea, o chestiune religioasă. La 23 februarie 1869 Congresul și-a încheiat lucrările, după ce majoritatea propunerilor delegaților progresiști au fost acceptate, și regulamentele noii organizații reprezentative a evreilor au fost aprobate.

## Schisma

### Secesiunea ortodoxă

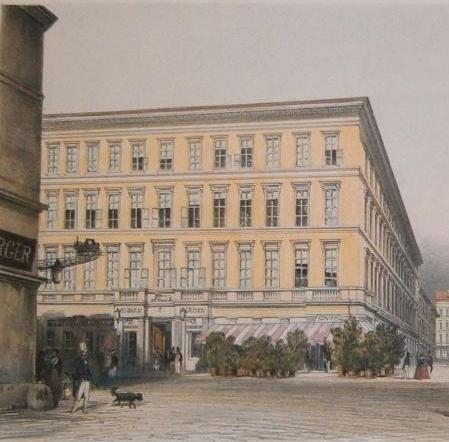
Hotelul Tigris, unde s-au întrunit delegaţii evreilor ortodocşi în 1870

La 24 martie 1869 un grup de rabini ortodocși au fost primiți în audiență la împăratul Franz Josef la Castelul regal din Buda, și i-au cerut să-i scutească pe enoriașii lor de noile regulamente. Unii din activiști au avertizat însă dinainte că în zilele acelea suveranul nu mai avea decât puterile unui un monarh constituțional. Audiența nu a dat rezultate și împăratul a sancționat codul cel nou la 14 iunie 1869. În octombrie și noiembrie urmau să se organizeze alegeri pentru filalele locale ale corpului reprezentativ al evreilor din întreaga Ungarie;  asociația Shomrei Dat au lansat o campanie de propagandă, chemând pe toți evreii ortodocși să boicoteze procesul și au anunțat ca vor întemeia o organizație separată, deoarece ei și reformiștii sunt două religii diferite.  
András Kovács scrie că succesele tradiționaliștilor în a promova punctul lor de vedere, care privea evenimentele ca pe o luptă pentru libertatea de credință și, respectiv, insuccesul partizanilor Congresului de a le prezenta ca o chestiune pur administrativă - le-a câștigat celor dintâi simpatia liberalilor maghiari.
La începutul anului 1870 evreii ortodocși au depus o petiție în parlament, semnată de conducerile a 150 comunități evreiești
și însoțită de sentințe rabinice de pe tot cuprinsul Europei, care declarau hotărârile Congresului ca opuse tradiției religioase. Petiționarii erau sprijiniți, între alții, de către rabinul Hirsch și familia Rothschild din Frankfurt și de către șef rabinul evreilor din Marea Britanie, Nathan Marcus Adler, el însuși un ortodox moderat și în general, susținător al aculturației.   
Chestiunea libertății religioase se afla în acea vreme în Ungaria în centrul atenției publice, liberalii încercând pe atunci să limiteze puterile Bisericii Romano-Catolice, care se bucura de o poziție privilegiată și era, doar cu numele, egală cu celelalte culte creștine.
La dezbaterile din Parlamentul Ungariei la 16 februarie 1870 cauza tradiționaliștilor evrei a primit sprijinul unor personalități de prestigiu ca Mór Jókai și Ferenc Deák.  După ce parlamentarul evreu neolog Mór Wahrmann i-a descris pe petiționarii ortodocși ca „aceia care nu vor să iasă dintre zidurile în curs de prăbușire ale ghetoului... temându-se pentru interesele lor egoiste în cazul în care lucrurile vor fi puse în ordine”  Jókai l-a mustrat, afirmând ca aceștia sunt patrioți impecabili, ceea ce se poate vedea din dorința lor de a-și trimite copiii în școli frecventate de copiii neevrei. Președintele Parlamentului, Kálmán Ghyczy a întrebat dacă era neapărat „necesar să se convoace acest Congres și să se provoace astfel o dezbinare între concetățenii noștri israeliți? Este acceptabil ca în chestiuni religioase, majoritatea să-și impună voința cu forța asupra minorității?” .
Litigiul a fost adus în fața unui comisii, care a conchis ca fiind vorba de o chestiune religioasă, statul nu-l poate rezolva prin metode coercitive. Parlamentul a acceptat decizia comisiei la 18 martie 1870, când cădea în acel an sărbătoarea evreiască Shushan Purim, ceea ce ortodocșii au interpretat ca dovada unei intervenții miraculoase. 
La 2 aprilie Eötvös și-a instruit subalternii să continue eforturile pentru întemeierea organizației reprezentative, dar să se abțină de la constrângerea cuiva în a participa la acest demers.  Adepții asociației „Shomrey Dat” i-au cerut să le permită să înființeze un organ reprezentativ separat, și la 18 iunie au primit un răspuns pozitiv.
După organizarea unor alegeri rapide, 130 delegați ortodocși din întregul regat s-a adunat la Pesta la 9 august 1870.
Dezbaterile s-au desfășurat și ele cu repeziciune și s-au încheiat la 24 august. S-a convenit asupra întemeierii unui corp administrativ temporar numit „Comitetul Executiv Autonom  al Israeliților credincioși ortodocși din Ungaria și Transilvania” („A magyarországi és erdélyi izraelita autonom orthodox hitfelekezet közvetítő bizottsága”), sub conducerea lui Ignác Reich din asociația „Shomrey Dat”. Comitetul urma să fie înlocuit în curând de o conducere permanentă. 
La adunarea lor delegații ortodocși s-au declarat pe deplin angajați Codului iudaic Shulhan Arukh. Între alte măsuri, ei au decretat că un rabin poate fi numit într-o comunitate numai cu condiția de avea recomandările a trei rabini recunoscuți.
Au hotărât să nu închidă scolile publice evreiești deja existente, și să opteze pentru un învățământ simultan acolo unde nu există asemenea școli.  Organizarea ortodoxă propusă avea o structură cu mult mai laxă decât cea congresistă, congregațiile locale menținându-și o mai mare independență față de forul administrativ central.
Eötvös a murit la 2 februarie 1871 și în locul său a fost numit ministru Tivadar Pauler.
La 2 martie1871 a luat ființă un organ congresist, „Biroul Național (adică pe țară) al Israeliților” (Az Izraeliták Országos Irodája), el fiind recunoscut imediat de către guvern. La 15 noiembrie 1871 Pauler a recunoscut și Comitetul Executiv Autonom al Israeliților ortodocși. Schisma în iudaismul din Ungaria a devenit o realitate legală. ,
Pe tot cuprinsul Regatului Ungar, comunitățile evreiești s-au despărțit în tabere. Practic toate congregațiile dominate de neologi s-au afiliat la Biroul Național. Membrii lor erau cunoscuți drept „congresiști” (Kongresszusi), deși termenul „neologi” - fusese aplicat în limbajul ortodox reformiștilor nu cu multă vreme înainte de Congres, a devenit sinonim cu acesta. Pesta, unde se afla comunitatea de departe cea mai reformistă, a fost printre primele atinse de sciziunea ortodocșilor.  Ea a format o congregație separată care a aderat la Comitetul Executiv. La Ungvár (Ujgorod), cel mai mare oraș din Unterland, o mică fracțiune dizidentă alcătuită încă la începutul anului 1869 a decis să ignore boicotul alegerilor pentru Birou de către majoritatea conservatoare și s-a alăturat acestuia. Un alt grup minoritar din Bratislava cea dominată de ultraortodocși, a procedat și el așa, cu scurt timp înainte de decesul rabinului Benjamin Sofer. Diviziuni similare, provenind din dispute locale care au putut deveni instituționalizate după noile legi, s-au produs în următorii ani și în multe alte așezări. Din contră, existau numeroase zone unde una dintre părți deținea o majoritate solidă și comunitățile au rămas unificate. În vreme ce puține congregații ortodoxe, mai ales în ariile neologe, pretindeau un minim nivel de observanță a cerințelor religioase, majoritatea au renunțat la aceasta.

### Status Quo
Încă la începutul schismei, a apărut și un al treilea gen de comunitate, în afara celor afiliate la Birou și la Comitet: comunitățile independente, care s-au eschivat de la cele două moduri de adeziune.
Un mic număr de congregații neologe au hotărât să nu adere la Birou. Între ortodocși, în mare parte, ritmul de afiliere la Comitet era lent. Chiar și la Bratislava, regulamentele necesare au fost acceptate abia în ianuarie 1872, dupa lungi și amare dezbateri.
Numeroase comunități ortodoxe nu erau mai ahtiate să adere la Comitet decât avuseseră rezerve față de organizarea Congresului. 
Aceste obști independente, care au rămas un sector restrâns, au devenit cunoscute sub numele de „Status quo ante”, termen care a fost utilizat prima dată într-un articol de ziar din 22 februarie 1871.
Existau patru categorii de astfel de comunități: comunități mici care s-a dezlipit de congregațiile lor matcă din cauza unor dispute locale, dar au ales să adere la organul administrativ al curentului opus; congregații care au adoptat unele reforme moderate înaintea schismei,dar au continuat să adopte un stil de viață ortodox, fără a fi înclinate spre niciuna din taberele rivale; de asemenea, unele comunități neo-ortodoxe influențate de ideile lui Hildesheimer, și care nu împărtășeau ideile majorității ortodoxe,și obștile de hasidim   știute în Ungaria sub numele de „Sefarzi”, datorită nusahului sefard al cărților lor de rugăciune. Motivația acestora era alimentată de frica de a fi dominate de către „mitnaggdim” (ne-hasidim) care foloseau „nusah ashkenaz”, deși ei pretindeau felurite alte pretexte, ca de pildă - faptul că regulațiile  Comitetului executiv nu îi oprește explicit pe cei ce profanează Shabatul de a ocupa poziții oficiale. Au luat ființă mai multe astfel de  comunități „sefarde”.
Mai multe obști „status quo” aveau în fruntea lor rabini eminenți: Irmiyahu Löw, câtă vreme a trăit, a păstrat comunitatea din Ujhely independentă.  
La fel a procedat și rabinul Yekutiel Yehuda Teitelbaum  la Sighet.,
Poziția majorității evreilor ortodocși față de aceste obști a fost determinată de disputa rabinică de la Košice din primăvara anului 1872. Rabinul Abraham Seelenfreind  nu a fost agreat de majoritatea membrilor comunității tradiționale din Košice și, în aceste imprejurări, a decis, împreună cu adepții săi, să înființeze o comunitate proprie. Ei au subliniat ca fapta lor nu este legată de disputa pe plan național, ci are un caracter local. Comunitatea mamă a aderat, scurt timp după aceea, la Comitetul executiv al israeliților ortodocși. Presa ortodoxă a urmărit disputa de aproape, avertizând asupra primejdiei fenomenului Status Quo pentru lupta Comitetului împotriva neologilor. Meir Perls,un rabin tradiționalist de frunte, a scris rabinului Schick în sprijinul lui Seelenfeind, care după opinia sa,a comis o greșeală. Schick i-a răspuns în aprilie, afirmând că dat fiind situația la nivel statal, oricine nu se afiliază la organizația ortodoxă, încalcă porunca „Să nu te ridici împotriva vieții aproapelui tău”(Levitic 19,16), deoarece „reformații” sunt un pericol pentru spirit, ceea ce este chiar mai grav decât un pericol fizic. Această responsă rabinică, arată Jacob Katz, a devenit o piatră de hotar, afirmând legitimizarea halahică a Comitetului. Ortodocșii tradiționaliști i-au excomunicat pe toți slujbașii religioși - rabini, dayanim (judecători), shohtim, (măcelari rituali), mohalim (circumcizatori) etc. care au rămas în serviciul comunităților evreiești congresiste, declarând ca aceștia nu vor putea niciodată fi acceptați sau angajați în comunitățile ortodoxe.
Potrivit cu sentința lui Schick, această excomunicare s-a extins și la cei care au optat pentru Status Quo.